# Een (plaats)
Een is een dorp in de gemeente Noordenveld in de Nederlandse provincie Drenthe. Het dorp bestaat uit drie kernen die in de 20e eeuw aan elkaar zijn gegroeid en tezamen iets meer dan 800 inwoners tellen (800 per 1 januari 2023). In 2007 vierde Een zijn 675-jarige bestaan.
De naam Een is een Drents dialectische verbastering van Eden, wat waarschijnlijk turf betekende.

## Drie kernen
De grootste van deze kernen, Zuideinde geheten, ligt aan de weg van Haulerwijk naar Norg. Noordelijk hiervan, langs de weg naar Steenbergen, liggen nog twee kernen. Ongeveer een kilometer naar het noorden ligt de Middenbuurt of Middelboer. Vanuit hier loopt een weg naar Een-West. Weer een kilometer noordelijker ligt de kern Noordeinde of Noorderboer. Ten oosten van Een ligt het Groote Diep, dat in de volksmond ook wel het Eenerdiepje wordt genoemd. Dit is de bovenloop van het Peizerdiep. Over het diep ligt de Eenerbrug.
De drie kernen zijn in de loop der jaren aan elkaar gegroeid en vallen kadastraal allemaal onder het dorp Een. In de jaren 50 is de rondweg in Een gereed gekomen. Deze loopt vanaf het Groote Diep tot aan de kruising met de Hoofdstraat/Veenhuizerweg. Hierdoor hoefde het doorgaande verkeer Norg-Haulerwijk niet meer dwars door het dorp.

## Schansen
De Zwartendijksterschans is een uit de 16e eeuw daterend verdedigingsbolwerk tegen de Bisschop van Munster. Deze weg heet de Schansweg, maar stond vroeger bekend als de Zwartendijk en was de belangrijkste verbinding van Friesland met Drenthe. Ter bescherming van deze weg is hier in de zestiende eeuw een schans gebouwd. Een andere schans met de naam Portugal lag ten oosten van Een.

## Wereldberoemd
In het begin van de jaren vijftig was Een een aantal jaren wereldberoemd, omdat hier destijds een kapper was gevestigd die een remedie voor kaalheid zou hebben uitgevonden. Kale of kalende bezoekers kwamen zelfs uit Noord-Amerika en het Verre Oosten. Het haargroeimiddel van de van oorsprong Haagse kapper, Marienus van Rooyen, bleek uiteindelijk niet het gewenste resultaat op te leveren. De kapper vertrok, naar verluidt schatrijk, naar onbekende oorden.

## Sport
De plaatselijke voetbalclub is SV Een.